# Frida Kahlo
Frida Kahlo de Rivera (phát âm tiếng Tây Ban Nha: [ˈfɾiða ˈkalo]; tên khai sinh Magdalena Carmen Frida Kahlo y Calderón; 6 tháng 7 năm 1907 - 13 tháng 7 năm 1954) là một họa sĩ người Mexico, người đã vẽ nhiều bức chân dung, chân dung tự họa và các tác phẩm lấy cảm hứng từ thiên nhiên và các hiện vật của Mexico. Lấy cảm hứng từ văn hóa đại chúng của đất nước, cô đã sử dụng một phong cách nghệ thuật dân gian ngây thơ để khám phá các câu hỏi về bản sắc, chủ nghĩa hậu thuộc địa, giới tính, giai cấp và chủng tộc trong xã hội Mexico. Những bức tranh của cô thường có yếu tố tự truyện mạnh mẽ và hiện thực pha trộn với tưởng tượng. Ngoài việc thuộc về phong trào Mexicayotl sau cách mạng, tìm cách xác định một bản sắc Mexico, Kahlo đã được mô tả như một nhà siêu thực hoặc hiện thực ma thuật.
Sinh ra có cha là người Đức và mẹ là mestiza, Kahlo dành phần lớn thời thơ ấu và cuộc sống trưởng thành tại nhà của gia đình ở Coyoacán, La Casa Azul, hiện được biết đến và mở cửa cho mọi người với cái tên Bảo tàng Frida Kahlo. Cô bị tàn tật do bệnh bại liệt khi còn nhỏ. Cho đến khi một tai nạn giao thông ở tuổi mười tám gây đau đớn suốt đời và các vấn đề y tế, cô đã là một sinh viên đầy triển vọng đầu quân cho trường y. Trong quá trình hồi phục, cô trở lại với sở thích nghệ thuật thời thơ ấu với ý tưởng trở thành một nghệ sĩ.
Sở thích của Kahlo về chính trị và nghệ thuật đã dẫn đến giai đoạn tiếp theo của cuộc đời cô. Năm 1927, cô gia nhập Đảng Cộng sản Mexico, qua đó cô gặp nghệ sĩ người Mexico Diego Rivera, người mà cô kết hôn vào năm 1928. Kahlo đã dành cuối những năm 1920 và đầu những năm 1930 đi du lịch ở Mexico và Hoa Kỳ với Rivera. Trong thời gian này, cô đã phát triển phong cách nghệ thuật của mình, lấy cảm hứng chính từ văn hóa dân gian Mexico và vẽ những bức chân dung nhỏ chủ yếu pha trộn các yếu tố từ thần thoại tiền Columbus và Công giáo. Những bức tranh của cô đã thu hút sự quan tâm của họa sĩ siêu thực André Breton, người đã sắp xếp cho triển lãm cá nhân đầu tiên của Kahlo tại Phòng trưng bày Julien Levy ở New York vào năm 1938. Triển lãm là một thành công và nối tiếp là triển lãm khác ở Paris vào năm 1939. Trong khi triển lãm tại Pháp ít thành công hơn, Louvre đã mua một bức tranh từ Kahlo, The Frame, khiến cô trở thành nghệ sĩ Mexico đầu tiên được giới thiệu trong bộ sưu tập của họ. Trong suốt những năm 1940, Kahlo đã tham gia triển lãm ở Mexico và Hoa Kỳ. Cô đã giảng dạy tại Escuela Nacional de Pintura, Escultura y Grabado "La Esmeralda" và trở thành thành viên sáng lập của Seminario de Cultura Mexicana. Sức khỏe luôn mong manh của Kahlo bắt đầu suy giảm trong cùng một thập kỷ. Cô đã có triển lãm cá nhân đầu tiên ở Mexico vào năm 1953, ngay trước khi qua đời vào năm 1954 ở tuổi 47.
Tác phẩm của Kahlo với tư cách là một nghệ sĩ vẫn còn khá xa lạ cho đến cuối những năm 1970, khi tác phẩm của cô được các nhà sử học nghệ thuật và các nhà hoạt động chính trị khám phá lại. Đến đầu những năm 1990, cô không chỉ trở thành một nhân vật được công nhận trong lịch sử nghệ thuật mà còn được coi là một biểu tượng cho Chicanos, phong trào nữ quyền và phong trào LGBTQ. Tác phẩm của Kahlo đã được quốc tế tôn vinh như là biểu tượng của truyền thống dân tộc và bản địa Mexico và bởi các nhà nữ quyền cho những gì được coi là sự mô tả không khoan nhượng về trải nghiệm và hình thức phụ nữ.

## Sự nghiệp nghệ thuật

### Sự nghiệp ban đầu
Kahlo thích nghệ thuật từ khi còn nhỏ, nhận được hướng dẫn vẽ từ người bạn của cha cô, thợ in Fernando Fernández  và vẽ những bản phác thảo vào đầy sổ tay. Năm 1925, cô bắt đầu làm việc bên ngoài trường học để giúp đỡ gia đình. Sau một thời gian ngắn làm việc như một người viết tốc ký, cô đã trở thành một người học việc điêu khắc có trả tiền cho Fernández. Anh rất ấn tượng bởi tài năng của cô,  mặc dù cô không coi nghệ thuật là một nghề nghiệp vào thời điểm này.
Sau một tai nạn xe buýt năm 1926 khiến Kahlo không thể đi lại trong ba tháng, cô bắt đầu coi sự nghiệp là một họa sĩ minh họa y tế, sẽ kết hợp sở thích của cô trong khoa học và nghệ thuật. Cô có một giá vẽ được chế tạo đặc biệt cho phép cô vẽ trên giường, và một chiếc gương được đặt phía trên nó để cô có thể nhìn thấy chính mình. Tranh trở thành một cách để Kahlo để khám phá những câu hỏi về bản sắc và sự tồn tại,  và sau đó cô tuyên bố rằng vụ tai nạn và cô lập giai đoạn phục hồi làm mong muốn của mình "để bắt đầu một lần nữa, vẽ tranh giống như [cô] thấy sự vật với đôi mắt của chính mình và không có gì hơn. " 
Hầu hết các bức tranh mà Kahlo thực hiện trong thời gian này là chân dung của chính cô, chị gái và bạn bè của cô. Các bức tranh ban đầu của cô và thư từ cho thấy rằng cô đã đặc biệt hứng thú từ các nghệ sĩ châu Âu, trong các bậc thầy thời Phục hưng cụ thể như Sandro Botticelli và Bronzino  và từ các phong trào avant-garde như Neue Sachlichkeit và Lập thể.
Khi chuyển đến Morelos vào năm 1929 cùng với chồng Rivera, Kahlo đã được truyền cảm hứng từ Cuernavaca theo phong cách Tây Ban Nha nơi họ đang sống. Cô thay đổi phong cách nghệ thuật và ngày càng lấy cảm hứng từ nghệ thuật dân gian Mexico. Nghệ thuật sử Andrea Kettenmann khẳng định rằng cô có thể đã bị ảnh hưởng bởi Adolfo nhất Maugard luận 's về đề tài này, khi cô kết hợp rất nhiều các đặc điểm mà ông vạch ra - ví dụ, sự thiếu quan điểm và kết hợp của các yếu tố từ trước -Columbian và thời kỳ thuộc địa của nghệ thuật Mexico. Sự đồng nhất của cô với La Raza, người dân Mexico và mối quan tâm sâu sắc của cô đối với văn hóa của nó vẫn là những khía cạnh quan trọng trong nghệ thuật của cô trong suốt phần còn lại của cuộc đời.

### Làm việc tại Hoa Kỳ
Khi Kahlo và Rivera chuyển đến San Francisco vào năm 1930, Kahlo đã được giới thiệu với các nghệ sĩ người Mỹ như Edward Weston, Ralph Stackpole, Timothy Pflueger và Nickolas Muray. Sáu tháng ở San Francisco là khoảng thời gian hữu ích cho Kahlo,  người tiếp tục phát triển phong cách nghệ thuật dân gian mà cô đã áp dụng ở Cuernavaca. Ngoài việc vẽ chân dung của một số người quen mới,  cô đã tạo ra Frieda và Diego Rivera (1931), một bức chân dung đôi dựa trên bức ảnh cưới của họ,  và The Portrait of Luther Burbank (1931), được miêu tả người làm vườn cùng tên như một con lai giữa người và cây. Mặc dù cô vẫn công khai giới thiệu mình là bạn đời của Rivera chứ không phải là một nghệ sĩ,  lần đầu tiên cô tham gia một cuộc triển lãm, khi Frieda và Diego Rivera được đưa vào Triển lãm thường niên lần thứ sáu của Hiệp hội Nữ nghệ sĩ San Francisco trong Cung điện của Legion of Honor.
Khi chuyển đến Detroit với Rivera, Kahlo đã trải qua nhiều vấn đề sức khỏe liên quan đến việc mang thai thất bại. Mặc dù có những vấn đề sức khỏe này, cũng như việc cô không thích văn hóa tư bản của Hoa Kỳ,  thời gian của Kahlo ở thành phố có lợi cho biểu hiện nghệ thuật của cô. Cô đã thử nghiệm các kỹ thuật khác nhau, chẳng hạn như khắc và bích họa,  và các bức tranh của cô bắt đầu cho thấy một phong cách kể chuyện mạnh mẽ hơn. Cô cũng bắt đầu nhấn mạnh vào các chủ đề "khủng bố, đau khổ, vết thương và nỗi đau". Mặc dù sự phổ biến của các bức tranh tường nghệ thuật Mexico vào thời điểm đó, cô đã thông qua một phương tiện đối nghịch, hình ảnh vàng mã hoặc retablos, tranh tôn giáo được thực hiện trên tấm kim loại nhỏ của các nghệ sĩ nghiệp dư để cảm ơn thánh cho phước lành của họ trong một tai họa. Trong số các tác phẩm cô ấy đã làm theo cách retablo ở Detroit là Bệnh viện Henry Ford (1932), sinh của tôi (1932), và tự Portrait trên biên giới Mexico và Hoa Kỳ (1932). Trong khi không có tác phẩm nào của Kahlo được trưng bày trong các triển lãm ở Detroit, cô đã trả lời phỏng vấn của Detroit News về nghệ thuật của mình; bài báo đã có tiêu đề "Vợ của họa sĩ vẽ tranh tường bậc thầy vui vẻ trong các tác phẩm nghệ thuật".

### Quay trở lại Mexico City và có được sự công nhận tầm quốc tế
Khi trở về Mexico City vào năm 1934, Kahlo không có bức tranh mới và chỉ có hai bức trong năm sau do các biến chứng về sức khỏe. Tuy nhiên, vào năm 1937 và 1938, sự nghiệp nghệ thuật của Kahlo cực kỳ hiệu quả, sau khi cô ly hôn và sau đó hòa giải với Rivera. Cô vẽ nhiều hơn "những gì cô đã làm trong cả tám năm hôn nhân trước đây", tạo ra những tác phẩm như My Nurse and I (1937), Memory, the Heart (1937), Four Cư dân Mexico (1938) và What the Water Đã cho tôi (1938). Mặc dù cô vẫn không chắc chắn về công việc của mình, Đại học Tự trị Quốc gia Mexico đã trưng bày một số bức tranh của cô vào đầu năm 1938. Cô đã bán tác phẩm lần đầu tiên vào mùa hè năm 1938 khi ngôi sao điện ảnh và nhà sưu tập nghệ thuật Edward G. Robinson đã mua bốn bức tranh với giá 200 đô la mỗi bức. Cô được biết đến nhiều hơn sau khi nghệ sĩ Pháp siêu thực André Breton thăm Rivera vào tháng 4 năm 1938. Ông đã rất ấn tượng bởi Kahlo, ngay lập tức tuyên bố cô là một nghệ sĩ siêu thực và mô tả công việc của cô là "một dải ruy băng xung quanh một quả bom". Breton không chỉ hứa sẽ sắp xếp cho các bức tranh của cô được triển lãm ở Paris mà còn viết cho bạn bè và đại lý nghệ thuật của anh, Julien Levy, người đã mời cô tổ chức triển lãm cá nhân đầu tiên của cô tại phòng trưng bày của anh trên đường East 57th ở Manhattan.
Vào tháng 10, Kahlo đi du lịch một mình đến New York, nơi chiếc váy Mexico sặc sỡ của cô "gây ra cảm giác" và khiến cô được coi là "đỉnh cao của exotica". Triển lãm khai mạc vào tháng 11 có sự tham gia của các nhân vật nổi tiếng như Georgia O'Keeffe và Clare Boothe Luce và nhận được nhiều sự chú ý tích cực trên báo chí, mặc dù nhiều nhà phê bình đã chấp nhận một giai điệu hạ thấp trong các đánh giá của họ. Ví dụ, Time đã viết rằng "Những bức ảnh của Little Frida... có sự mờ nhạt của những bức tiểu cảnh, màu đỏ sống động và màu vàng của truyền thống Mexico và sự ưa thích tinh nghịch đẫm máu của một đứa trẻ vô tâm". Mặc dù có cuộc Đại suy thoái, Kahlo đã bán một nửa trong số hai mươi lăm bức tranh được trình bày trong triển lãm. Cô cũng nhận được hoa hồng từ A. Conger Goodyear, sau đó là chủ tịch của MoMA và Clare Boothe Luce, người mà cô đã vẽ một bức chân dung của bạn của Luce, Dorothy Hale, người đã tự tử bằng cách nhảy từ tòa nhà chung cư của mình. Trong ba tháng cô ở New York, Kahlo vẽ rất ít, thay vào đó tập trung vào việc tận hưởng thành phố đến mức mà sức khỏe mong manh của cô cho phép. Cô cũng có một số cuộc tình, tiếp tục mối quan hệ với Nickolas Muray và tham gia vào những cuộc tình với Levy và Edgar Kaufmann, Jr.
Vào tháng 1 năm 1939, Kahlo đi thuyền đến Paris để theo dõi lời mời của André Breton để tổ chức một cuộc triển lãm các tác phẩm của cô. Khi cô đến, cô thấy rằng anh ta đã không lấy tranh của cô ra khỏi hải quan và thậm chí còn không sở hữu một phòng trưng bày nào. Với sự trợ giúp của Marcel Duchamp, cô sắp xếp một triển lãm tại Phòng trưng bày Renou et Colle. Hơn nữa, đã nảy sinh vấn đề khi các thư viện từ chối trưng bày tất cả nhưng hai trong số những bức tranh clả Kahlo, vì chúng quá gây sốc cho khán giả,  và Breton khẳng định rằng họ được trưng bày bên cạnh hình ảnh của Manuel Alvarez Bravo, tác phẩm điêu khắc thời tiền Columbo, XVIII và chân dung Mexico thế kỷ 19, và thứ mà cô coi là "rác": hộp sọ đường, đồ chơi và các mặt hàng khác mà anh đã mua từ thị trường Mexico.
Triển lãm khai mạc vào tháng 3, nhưng nhận được ít sự chú ý hơn nhiều so với những gì cô nhận được ở Hoa Kỳ, một phần do Chiến tranh thế giới thứ hai lờ mờ và gây tổn thất về tài chính, khiến Kahlo phải hủy bỏ một triển lãm theo kế hoạch ở London. Bất kể, Louvre đã mua The Frame, biến cô thành nghệ sĩ Mexico đầu tiên được góp mặt trong bộ sưu tập của họ. Cô cũng được đón nhận nồng nhiệt bởi các nghệ sĩ Paris khác, như Pablo Picasso và Joan Miró,  cũng như thế giới thời trang, với nhà thiết kế Elsa Schiaparelli thiết kế một chiếc váy lấy cảm hứng từ cô và Vogue Paris có hình cô trên trang của mình. Tuy nhiên, ý kiến chung của cô về Paris và các nhà siêu thực vẫn tiêu cực; trong một bức thư gửi Muray, cô đã gọi họ là "đám người điên rồ và những kẻ siêu thực rất ngu ngốc" , những người "điên rồ 'trí tuệ' và thối đến nỗi tôi thậm chí không thể chịu đựng được họ nữa." 
Ở Hoa Kỳ, tranh của Kahlo tiếp tục gây hứng thú. Năm 1941, các tác phẩm của cô được giới thiệu tại Viện Nghệ thuật Đương đại ở Boston, và năm sau, cô tham gia hai triển lãm cao cấp ở New York, triển lãm Chân dung Thế kỷ 20 tại MoMA và triển lãm Những tác phẩm đầu tiên của Siêu thực. Năm 1943, cô được đưa vào triển lãm Mexico Art Today tại Bảo tàng Nghệ thuật và Nghệ sĩ Phụ nữ Philadelphia tại phòng trưng bày The Art of This Century của Peggy Guggenheim ở New York.
Kahlo cũng đã được đánh giá cao cho tác phẩm nghệ thuật của mình ở Mexico. Cô trở thành thành viên sáng lập của Seminario de Cultura Mexicana, một nhóm gồm hai mươi lăm nghệ sĩ được Bộ Giáo dục Công cộng ủy quyền vào năm 1942 để truyền bá kiến thức cộng đồng về văn hóa Mexico. Là một thành viên, cô tham gia lên kế hoạch triển lãm và tham dự một hội nghị về nghệ thuật. Tại Mexico City, các bức tranh của cô được giới thiệu trong hai triển lãm về nghệ thuật Mexico được dàn dựng tại Thư viện tiếng Anh Benjamin Franklin vào năm 1943 và 1944. Cô được mời tham gia "Salon de la Flor", một triển lãm được trình bày tại triển lãm hoa hàng năm. Một bài viết của Rivera về nghệ thuật của Kahlo cũng đã được xuất bản trong tạp chí được xuất bản bởi Seminario de Cultura Mexicana.
Năm 1943, Kahlo chấp nhận một vị trí giảng dạy tại Escuela Nacional de Pintura, Escultura y Grabado "La Esmeralda" được cải cách gần đây. Cô khuyến khích các sinh viên của mình đối xử với cô theo cách không chính thống và không phân cấp và dạy họ đánh giá cao văn hóa và nghệ thuật dân gian phổ biến của Mexico và rút ra các chủ đề của họ từ đường phố. Khi vấn đề sức khỏe của cô khiến cô gặp khó khăn khi đi đến trường ở Mexico City, cô bắt đầu tổ chức các bài học của mình tại La Casa Azul. Bốn học sinh của cô   - Fanny Rabel, Arturo García Bustos, Guillermo Monroy và Arturo Estrada   - trở thành tín đồ, và được gọi là "Los Fridos" vì sự nhiệt tình của họ. Kahlo bảo đảm ba khoản hoa hồng tranh tường cho bản thân và các sinh viên của mình. Năm 1944, họ vẽ La Rosita, một quán cà phê ở Coyoacán. Năm 1945, chính phủ ủy quyền cho họ vẽ tranh tường cho tiệm giặt ủi Coyoacán như một phần của kế hoạch quốc gia để giúp đỡ những phụ nữ nghèo kiếm sống bằng nghề giặt ủi. Cùng năm đó, nhóm đã tạo ra những bức tranh tường cho Posada del Sol, một khách sạn ở Mexico City. Tuy nhiên, nó đã bị phá hủy ngay sau khi hoàn thành vì chủ sở hữu không thích nó.
Kahlo đấu tranh để kiếm sống từ nghệ thuật của mình cho đến giữa những năm 1940, vì cô từ chối điều chỉnh phong cách của mình cho phù hợp với mong muốn của khách hàng. Cô nhận được hai khoản tiền vẽ tranh từ chính phủ Mexico vào đầu những năm 1940. Cô ấy đã không hoàn thành tác phẩm đầu tiên, có thể là do cô ấy không thích chủ đề này, và tác phẩm thứ hai đã bị cơ quan vận hành từ chối. Tuy nhiên, cô có những khách hàng tư nhân thường xuyên, chẳng hạn như kỹ sư Eduardo Morillo Safa, người đã đặt hàng hơn ba mươi bức chân dung của các thành viên gia đình trong thập kỷ. Tình hình tài chính của cô được cải thiện khi cô nhận được một giải thưởng quốc gia 5000-peso cho bức tranh Moses (1945) vào năm 1946 và khi The Two Fridas đã được mua bởi các Museo de Arte Moderno vào năm 1947. Theo nhà sử học nghệ thuật Andrea Kettenmann, vào giữa những năm 1940, những bức tranh của cô "được giới thiệu trong phần lớn các triển lãm nhóm ở Mexico." Hơn nữa, Martha Zamora đã viết rằng cô ấy có thể "bán bất cứ thứ gì cô ấy đang vẽ; đôi khi những bức tranh không hoàn chỉnh được mua ngay khi rời khỏi giá vẽ." 

### Cuối đời
Ngay cả khi Kahlo đang được công nhận ở Mexico, sức khỏe của cô đã suy giảm nhanh chóng và một cuộc phẫu thuật để hỗ trợ cột sống của cô đã thất bại. Các bức tranh của bà từ thời kỳ này bao gồm Cột gãy (1944), Không hy vọng (1945), Cây hy vọng, Đứng nhanh (1946) và Con nai bị thương (1946), phản ánh trạng thái thể chất kém của bà. Trong những năm cuối đời, Kahlo hầu như chỉ giới hạn ở Casa Azul. Cô vẽ chủ yếu là những bức tranh tĩnh vật, khắc họa hoa quả và hoa bằng các biểu tượng chính trị như cờ hoặc bồ câu. tôi làm cũng có lợi cho Cách mạng, lý do thực sự duy nhất để sống. "  Cô cũng thay đổi phong cách vẽ tranh của mình: nét vẽ của cô, trước đây tinh tế và cẩn thận, giờ đã vội vàng hơn, cô sử dụng màu sắc hơn, và phong cách tổng thể dữ dội và gây sốt hơn.
Nhiếp ảnh gia Lola Alvarez Bravo hiểu rằng Kahlo không còn sống được bao lâu nữa và do đó đã tổ chức triển lãm cá nhân đầu tiên của cô tại Mexico tại Galería Arte Contemporaneo vào tháng 4 năm 1953. Mặc dù Kahlo ban đầu không định tới tham dự buổi khai mạc, vì các bác sĩ của cô đã đặt cô lên giường nghỉ ngơi, cô ra lệnh cho chiếc giường bốn cọc của mình được chuyển từ nhà đến phòng trưng bày. Trước sự ngạc nhiên của các vị khách, cô đến bằng xe cứu thương và được đưa bằng cáng lên giường, nơi cô ở lại trong suốt thời gian của bữa tiệc. Triển lãm lần đó là một sự kiện văn hóa đáng chú ý ở Mexico và cũng nhận được sự chú ý trên báo chí chính thống trên khắp thế giới. Cùng năm đó, triển lãm của Tate về nghệ thuật Mexico ở London có năm bức tranh của cô.
Năm 1954, Kahlo lại phải nhập viện vào tháng Tư và tháng Năm. Mùa xuân năm đó, cô tiếp tục vẽ tranh sau khoảng thời gian một năm. Những bức tranh cuối cùng của bà bao gồm Marxism Will Give Health to the Sick (khoảng năm 1954) và Frida và Stalin (khoảng năm 1954) và Viva La Vida (1954) còn dang dở.

## Phong cách và ảnh hưởng
Ước tính về số lượng bức tranh mà Kahlo đã thực hiện trong cuộc đời cô có khác nhau, với các con số từ dưới 150  đến khoảng 200.  Những bức tranh đầu tiên của cô, được thực hiện vào giữa những năm 1920, cho thấy ảnh hưởng từ các bậc thầy thời Phục hưng và các nghệ sĩ tiên phong châu Âu như Amedeo Modigliani. Đến cuối thập kỷ, Kahlo lấy thêm cảm hứng từ nghệ thuật dân gian Mexico,  dựa trên các yếu tố "tưởng tượng, ngây thơ và say mê bạo lực và chết chóc". Phong cách cô phát triển hiện thực pha trộn với các yếu tố siêu thực và thường miêu tả nỗi đau và cái chết.
Một trong những nhà phê bình ủng hộ cô sớm nhất của Kahlo là nghệ sĩ siêu thực André Breton, người đã tuyên bố cô là một phần của phong trào với tư cách là một nghệ sĩ được cho là đã phát triển phong cách của mình " hoàn toàn không biết gì về những ý tưởng thúc đẩy các hoạt động của bạn bè và bản thân tôi". Điều này đã được lặp lại bởi Bertram D. Wolfe, người đã viết rằng Kahlo là một "chủ nghĩa siêu thực" ngây thơ ", mà cô tự phát minh ra". Mặc dù Breton coi cô chủ yếu là một lực lượng nữ tính trong phong trào Siêu thực, Kahlo đã đưa các câu hỏi và chủ đề hậu thuộc địa lên hàng đầu trong thương hiệu Siêu thực của cô. Breton cũng mô tả tác phẩm của Kahlo là "tuyệt vời nằm ở điểm giao nhau giữa chính trị (triết học) và nghệ thuật."  Trong khi sau đó cô tham gia các triển lãm siêu thực, cô tuyên bố rằng mình "ghê tởm chủ nghĩa siêu thực", mà đối với cô là "nghệ thuật tư sản" chứ không phải "nghệ thuật thực sự mà mọi người hy vọng từ nghệ sĩ". Một số nhà sử học nghệ thuật đã không đồng ý liệu tác phẩm của cô có nên được phân loại là thuộc về phong trào hay không. Theo Andrea Kettenmann, Kahlo là một biểu tượng quan tâm nhiều hơn trong việc miêu tả những trải nghiệm bên trong của cô. Emma Dexter đã lập luận rằng, khi Kahlo có được sự pha trộn giữa tưởng tượng và hiện thực của mình chủ yếu từ thần thoại Aztec và văn hóa Mexico thay vì chủ nghĩa siêu thực, nên xem xét các bức tranh của cô có nhiều điểm tương đồng với hiện thực ma thuật, còn được gọi là Tính khách quan mới. Nó kết hợp thực tế và giả tưởng và sử dụng phong cách tương tự như của Kahlo, chẳng hạn như phối cảnh phẳng, các nhân vật được phác thảo rõ ràng và màu sắc tươi sáng.

### Mexicanidad
Tương tự như nhiều nghệ sĩ Mexico đương đại khác, Kahlo bị ảnh hưởng sâu đậm của Mexicanidad, một chủ nghĩa dân tộc lãng mạn đã phát triển sau hậu quả của cuộc cách mạng.  Phong trào Mexicanidad tuyên bố chống lại "suy nghĩ về sự thấp kém về văn hóa" tạo ra bởi chủ nghĩa thực dân, và đặt tầm quan trọng đặc biệt về nền văn hóa bản địa. Trước cách mạng, văn hóa dân gian Mexico   - hỗn hợp các yếu tố bản địa và châu Âu   - bị chê bai bởi giới thượng lưu, người tuyên bố có hoàn toàn là tổ tiên của châu Âu và coi châu Âu là định nghĩa của nền văn minh mà Mexico nên bắt chước. tham vọng nghệ thuật Kahlo là vẽ cho người dân Mexico, và cô ấy nói rằng cô muốn "để xứng đáng với những bức tranh của tôi, của những người mà tôi thuộc và để những ý tưởng đó củng cố cho tôi". Để thực thi hình ảnh này, cô thích che giấu sự giáo dục mà cô đã nhận được trong nghệ thuật từ cha cô và Ferdinand Fernandez và tại trường dự bị. Thay vào đó, cô nuôi dưỡng một hình ảnh của mình như một "nghệ sĩ tự học và ngây thơ".
Khi Kahlo bắt đầu sự nghiệp là một nghệ sĩ vào những năm 1920, những người vẽ tranh tường đã thống trị nền nghệ thuật Mexico. Họ đã tạo ra các tác phẩm công cộng lớn trong tĩnh mạch của các bậc thầy thời Phục hưng và các nhà hiện thực xã hội chủ nghĩa Nga: họ thường mô tả hàng loạt người dân, và các thông điệp chính trị của họ rất dễ giải mã. Mặc dù cô rất thân với những người vẽ tranh tường như Rivera, José Clemente Orozco và David Alfaro Siquieros và chia sẻ cam kết của họ đối với chủ nghĩa xã hội và chủ nghĩa dân tộc Mexico, phần lớn các bức tranh của Kahlo là những bức chân dung có kích thước tương đối nhỏ.  Đặc biệt vào những năm 1930, phong cách của cô đặc biệt mắc nợ các bức tranh vàng mã hoặc retablesos, đó là những hình ảnh tôn giáo cỡ bưu thiếp được thực hiện bởi các nghệ sĩ nghiệp dư. Mục đích của họ là cảm ơn các vị thánh vì đã bảo vệ họ trong một thiên tai, và họ thường mô tả một sự kiện, chẳng hạn như một căn bệnh hoặc một tai nạn, từ đó ủy viên của nó đã được cứu. Trọng tâm là các hình vẽ được mô tả và họ hiếm khi đưa ra một viễn cảnh thực tế hoặc bối cảnh chi tiết, do đó chắt lọc sự kiện vào những điều cốt yếu của nó. Kahlo có một bộ sưu tập rộng lớn khoảng 2.000 retableos, được cô trưng bày trên các bức tường của La Casa Azul. Theo Laura Mulvey và Peter Wollen, định dạng retablo cho phép Kahlo "phát triển giới hạn của biểu tượng thuần túy và cho phép cô sử dụng lời kể và câu chuyện ngụ ngôn".
Nhiều bức chân dung tự họa của Kahlo bắt chước những bức chân dung bán thân cổ điển thời thượng trong thời kỳ thuộc địa, nhưng chúng đã lật đổ định dạng trên bằng cách miêu tả chủ đề của họ kém hấp dẫn hơn thực tế. Cô tập trung thường xuyên hơn vào định dạng này vào cuối những năm 1930, do đó phản ánh những thay đổi trong xã hội Mexico. Càng ngày càng vỡ mộng bởi di sản của cuộc cách mạng và đấu tranh để đối phó với những ảnh hưởng của cuộc Đại khủng hoảng, người Mexico đã từ bỏ đạo đức của chủ nghĩa xã hội cho chủ nghĩa cá nhân. Điều này được phản ánh bởi các "giáo phái cá tính", được phát triển xung quanh các ngôi sao điện ảnh Mexico như Dolores del Rio. Theo Schaefer, Kahlo của "tự chụp chân dung mặt nạ giống như echo niềm đam mê cùng thời với điện ảnh cận cảnh của vẻ đẹp nữ tính, cũng như các bí quyết làm đẹp của tha tính nữ thể hiện trong phim noir ". Bằng cách luôn lặp lại các đặc điểm khuôn mặt giống nhau, Kahlo đã rút ra từ sự miêu tả của các nữ thần và các vị thánh trong các nền văn hóa bản địa và Công giáo.
Trong số các nghệ sĩ dân gian cụ thể của Mexico, Kahlo đặc biệt bị ảnh hưởng bởi Hermenegildo Bustos, người có các tác phẩm mô tả văn hóa và đời sống nông dân Mexico, và Jose Guadalupe Posada, người mô tả tai nạn và tội ác theo cách châm biếm. Cô cũng lấy cảm hứng từ các tác phẩm của Hieronymousus Bosch, người mà cô gọi là "người đàn ông thiên tài", và Pieter Bruegel the Elder, người tập trung vào cuộc sống nông dân giống như mối quan tâm của cô đối với người dân Mexico. Một ảnh hưởng khác là nhà thơ Rosario Castellanos, người có những bài thơ thường ghi lại rất nhiều phụ nữ trong xã hội Mexico gia trưởng, mối quan tâm với cơ thể phụ nữ và kể những câu chuyện về nỗi đau thể xác và cảm xúc mãnh liệt.

### Tính biểu tượng
Các bức tranh của Kahlo thường có hình ảnh gốc với rễ mọc ra từ cơ thể để trói cô xuống đất, phản ánh ý nghĩa tích cực về chủ đề phát triển cá nhân; trong một ý nghĩa tiêu cực của việc bị mắc kẹt ở một địa điểm, thời gian và tình huống cụ thể; và cuối cùng trong một ý nghĩa mơ hồ về việc những ký ức trong quá khứ ảnh hưởng đến hiện tại như thế nào cho tốt và/hoặc bị bệnh. Trong Ông bà và tôi, Kahlo tự vẽ mình là một người cầm ruy băng mười năm mọc từ một cây cổ thụ mang chân dung của ông bà và các tổ tiên khác trong khi chân trái của cô là một thân cây mọc lên khỏi mặt đất, phản ánh quan điểm của Kahlo về sự thống nhất của loài người với Trái Đất và cảm giác thống nhất của riêng cô với Mexico. Trong các bức tranh của Kahlo, cây đóng vai trò là biểu tượng của hy vọng, sức mạnh và sự liên tục vượt qua các thế hệ. Ngoài ra, mái tóc là biểu tượng của sự trưởng thành và nữ tính trong tranh của Kahlo và trong Chân dung tự cắt tóc, Kahlo tự vẽ mình mặc bộ đồ của một người đàn ông và cắt tóc dài mà cô vừa cắt ra. về cách mà phụ nữ thường phóng chiếu cơn giận dữ của mình lên người khác. Hơn nữa, hình ảnh phản ánh sự thất vọng Kahlo không chỉ với Rivera, nhưng cũng khó chịu của mình với các giá trị gia trưởng của Mexico như kéo tượng trưng cho một cảm giác xấu xa của nam tính đe dọa để "cắt" phụ nữ, cả nghĩa bóng và nghĩa đen. Ở Mexico, các giá trị machismo truyền thống của Tây Ban Nha được chấp nhận rộng rãi, và là phụ nữ, Kahlo luôn không thoải mái với machismo.
Khi cô phải chịu đựng phần còn lại của cuộc đời vì tai nạn xe buýt khi còn trẻ, Kahlo đã dành phần lớn cuộc đời của mình trong bệnh viện và trải qua phẫu thuật, phần lớn được thực hiện bởi những kẻ lang băm mà Kahlo tin rằng có thể khôi phục lại nơi cô đã từng là trước khi tai nạn xảy ra.. Nhiều bức tranh của Kahlo có liên quan đến hình ảnh y tế, được trình bày dưới dạng đau đớn và tổn thương, với hình ảnh Kahlo chảy máu và hiển thị các vết thương hở của cô. Nhiều bức tranh y khoa của Kahlo, đặc biệt là đối phó với việc sinh con và sảy thai, có cảm giác tội lỗi mạnh mẽ, về ý thức sống cuộc sống của một người phải trả giá cho một người đã chết để người ta có thể sống.
Mặc dù Kahlo đã đề cao bản thân và các sự kiện từ cuộc đời cô trong các bức tranh của mình, nhưng chúng thường mơ hồ về ý nghĩa. Cô không chỉ sử dụng chúng để thể hiện trải nghiệm chủ quan của mình mà còn đặt ra câu hỏi về xã hội Mexico và việc xây dựng bản sắc trong đó, đặc biệt là giới tính, chủng tộc và tầng lớp xã hội. Nhà sử học Liza Bakewell đã tuyên bố rằng Kahlo "đã nhận ra những xung đột do hệ tư tưởng cách mạng mang lại":
Để khám phá những câu hỏi này thông qua nghệ thuật của mình, Kahlo đã phát triển một biểu tượng phức tạp, sử dụng rộng rãi các biểu tượng và thần thoại thời tiền Columbus và Kitô giáo trong các bức tranh của mình. Trong hầu hết các bức chân dung tự họa, cô miêu tả khuôn mặt của mình giống như mặt nạ, nhưng được bao quanh bởi các tín hiệu thị giác cho phép người xem giải mã ý nghĩa sâu sắc hơn cho nó. Thần thoại Aztec thể hiện rất nhiều trong các bức tranh của Kahlo trong các biểu tượng như khỉ, bộ xương, đầu lâu, máu và trái tim; thông thường, những biểu tượng này đề cập đến các huyền thoại của Áo, Quetzalcoatl và Xolotl. Các yếu tố trung tâm khác mà Kahlo bắt nguồn từ thần thoại Aztec là sự lai tạo và thuyết nhị nguyên. Nhiều bức tranh của cô miêu tả các mặt đối lập: sự sống và cái chết, tiền hiện đại và hiện đại, Mexico và châu Âu, nam và nữ.
Ngoài các truyền thuyết của người Aztec, Kahlo thường mô tả hai nhân vật nữ trung tâm trong văn hóa dân gian Mexico trong các bức tranh của mình: La Llorona và La Malinche  như được liên kết với các tình huống khó khăn, đau khổ, bất hạnh hoặc phán xét, là thảm họa, khốn khổ hoặc bị " de la chingada. "  Ví dụ, khi cô vẽ mình sau khi bị sảy thai ở Detroit trong Bệnh viện Henry Ford (1932), cô tỏ ra như đang khóc, với mái tóc rối bù và một trái tim lộ ra, tất cả được coi là một phần của sự xuất hiện của La Llorona, một Người phụ nữ giết con mình. Bức tranh được giải thích theo truyền thống chỉ đơn giản là sự miêu tả nỗi đau và nỗi đau của Kahlo về những lần mang thai thất bại của cô. Nhưng với việc giải thích các biểu tượng trong bức tranh và thông tin về quan điểm thực tế của Kahlo đối với việc làm mẹ từ thư tín của cô, bức tranh đã được xem là mô tả sự lựa chọn độc đáo và cấm kỵ của một người phụ nữ không có con trong xã hội Mexico.
Kahlo thường thể hiện cơ thể của chính mình trong các bức tranh của mình, trình bày nó ở các trạng thái và cách ngụy trang khác nhau: như bị thương, bị gãy, khi còn là một đứa trẻ, hoặc mặc trang phục khác nhau, chẳng hạn như trang phục của người Te-na, bộ quần áo của người đàn ông hoặc bộ váy châu Âu. Cô đã sử dụng cơ thể của mình như một phép ẩn dụ để khám phá các câu hỏi về vai trò xã hội. Các bức tranh của cô thường mô tả cơ thể phụ nữ theo cách không thông thường, chẳng hạn như trong sảy thai, và sinh con hoặc mặc quần áo chéo. Khi mô tả cơ thể phụ nữ theo phong cách đồ họa, Kahlo đã định vị người xem trong vai trò của trò hề, "khiến người xem gần như không thể đảm nhận vị trí có ý thức trong phản ứng".
Theo bà Nancy Cooey, Kahlo đã biến mình qua các bức tranh của mình thành "nhân vật chính trong thần thoại của chính mình, là một phụ nữ, là một người Mexico và là một người đau khổ... Cô biết cách biến mỗi người thành một biểu tượng hoặc dấu hiệu có khả năng thể hiện sức đề kháng tinh thần to lớn của nhân loại và tình dục tuyệt vời của nó ". Tương tự, Nancy Deffebach đã tuyên bố rằng Kahlo "tự tạo ra mình là một đối tượng là nữ, Mexico, hiện đại và mạnh mẽ", và chuyển hướng từ sự phân đôi thông thường về vai trò của người mẹ / con điếm được phép đối với phụ nữ trong xã hội Mexico. Do giới tính và sự khác biệt của cô với truyền thống vẽ tranh tường, tranh của Kahlo được coi là ít chính trị hơn và ngây thơ và chủ quan hơn so với các đồng nghiệp nam của cô cho đến cuối những năm 1980. Theo nhà sử học nghệ thuật Joan Borsa, "sự tiếp nhận quan trọng đối với việc khám phá tính chủ quan và lịch sử cá nhân của bà đã quá thường xuyên phủ nhận hoặc không nhấn mạnh đến chính trị liên quan đến việc kiểm tra vị trí, quyền thừa kế và điều kiện xã hội của một người [...] các câu trả lời tiếp tục phủ bóng lên việc làm lại cá nhân của Kahlo, phớt lờ hoặc giảm thiểu việc cô ta thẩm vấn về tình dục, khác biệt giới tính, bên lề, bản sắc văn hóa, chủ quan của phụ nữ, chính trị và quyền lực. " 

## Cuộc sống cá nhân

### 1907-1924: Gia đình và tuổi thơ

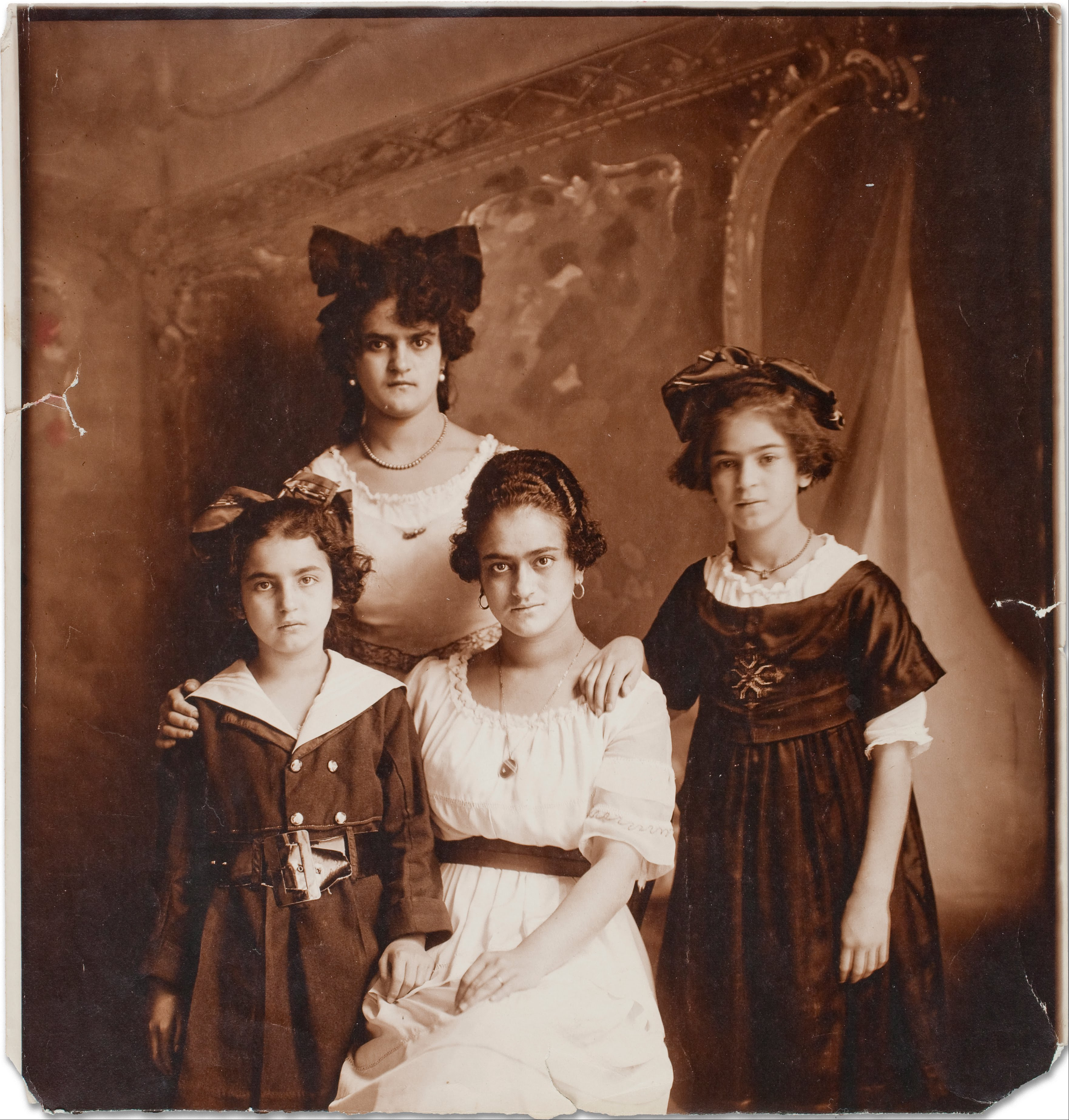
Kahlo (bên phải) và các chị gái Cristina, Matilde và Adriana, được chụp bởi cha của họ, 1916

Magdalena Carmen Frida Kahlo y Calderón  low  sinh ngày 6 tháng 7 năm 1907 tại Coyoacán, một ngôi làng ở ngoại ô Mexico City. Kahlo tuyên bố rằng cô được sinh ra tại nhà của gia đình, La Casa Azul (Nhà màu xanh), nhưng theo đăng ký khai sinh chính thức, việc sinh nở diễn ra tại nhà gần đó của bà ngoại cô. Cha mẹ của Kahlo là nhiếp ảnh gia Guillermo Kahlo (1871-1941) và Matilde Calderón y González (1876-1932). Có nguồn gốc từ Đức, Guillermo đã di cư đến Mexico vào năm 1891, sau khi chứng động kinh do một tai nạn kết thúc việc học đại học của ông. Mặc dù Kahlo tuyên bố rằng cha cô là người Do Thái, nhưng thực tế ông là người theo đạo Luther.  Matilde được sinh ra ở Oaxaca, có cha là người bản địa và mẹ là người gốc Tây Ban Nha. Ngoài Kahlo, cuộc hôn nhân sinh ra hai cô con gái Matilde (khoảng 1898 Tiết1951), Adriana (khoảng 1902-1968) và Cristina (khoảng 1908-1964). Cô có hai chị em cùng cha khác mẹ từ cuộc hôn nhân đầu tiên của Guillermo, María Luisa và Margarita, nhưng họ được nuôi dưỡng trong một tu viện.
Kahlo sau đó mô tả bầu không khí trong ngôi nhà thời thơ ấu của cô thường là "rất, rất buồn". Cả hai cha mẹ cô thường xuyên bị ốm,  và cuộc hôn nhân của họ không có tình yêu. Mối quan hệ của cô với mẹ mình, Matilde, vô cùng căng thẳng. Kahlo mô tả mẹ cô là "tốt bụng, năng động và thông minh, nhưng cũng tính toán, độc ác và cuồng tín tôn giáo". Cha cô Guillermo kinh doanh nhiếp ảnh của bị ảnh hưởng rất nhiều trong thời gian Cách mạng Mexico, khi chính phủ bị lật đổ đã ủy nhiệm công trình cho ông, và cuộc nội chiến dài đã giới hạn số lượng khách hàng cá nhân.
Khi Kahlo lên sáu tuổi, cô mắc bệnh bại liệt, khiến chân phải của cô ngắn hơn và mỏng hơn so với bên trái.  Căn bệnh buộc cô phải cách ly với bạn bè trong nhiều tháng và cô bị bắt nạt. Mặc dù trải nghiệm này khiến cô hướng nội,  nó khiến cô yêu thích Guillermo do trải nghiệm chung của họ về việc sống với khuyết tật. Kahlo nhớ lại ông đã làm thời thơ ấu của mình trở nên "tuyệt vời... ông là một ví dụ to lớn cho tôi về sự dịu dàng, công việc (nhiếp ảnh gia và cũng họa sĩ), và trên hết là trong việc tìm hiểu tất cả các vấn đề của tôi". Ông dạy cô về văn học, tự nhiên và triết học, và khuyến khích cô chơi thể thao để lấy lại sức, mặc dù thực tế là hầu hết các bài tập thể dục được coi là không phù hợp với các cô gái. Ông cũng dạy nhiếp ảnh cho cô, và cô bắt đầu giúp ông chỉnh sửa, rửa ảnh và chụp ảnh màu.
Do bệnh bại liệt, Kahlo bắt đầu đi học muộn hơn so với các bạn cùng lứa. Cùng với em gái Cristina, cô theo học tại trường mẫu giáo và tiểu học địa phương ở Coyoacán và được học tại nhà cho các lớp năm và sáu. Trong khi Cristina theo các chị em của họ vào một trường tu, Kahlo đã được ghi danh vào một trường ở Đức do mong muốn của cha. Cô sớm bị trục xuất vì bất tuân và được gửi đến một trường giáo viên dạy nghề. Thời gian lưu trú của cô ở trường rất ngắn ngủi, vì cô bị một nữ giáo viên lạm dụng tình dục.
Năm 1922, Kahlo được nhận vào trường dự bị quốc gia ưu tú, nơi cô tập trung vào khoa học tự nhiên với mục đích trở thành bác sĩ. Tổ chức này mới chỉ bắt đầu nhận phụ nữ, và chỉ có 35 cô gái trong số 2.000 sinh viên. Cô thực hiện tốt việc học tập,  là một người đọc rộng, và trở nên "đắm chìm và cam kết nghiêm túc với văn hóa Mexico, hoạt động chính trị và các vấn đề công bằng xã hội". Trường thúc đẩy indigenismo, một cảm giác mới về bản sắc Mexico, tự hào về di sản bản địa của đất nước và tìm cách loại bỏ tư duy thuộc địa của châu Âu là vượt trội so với Mexico. Đặc biệt có ảnh hưởng đến Kahlo vào thời điểm này là chín người bạn cùng trường của cô, người mà cô đã thành lập một nhóm không chính thức gọi là "Cachuchas"   - nhiều người trong số họ sẽ trở thành những nhân vật hàng đầu của giới trí thức Mexico. Họ nổi loạn và chống lại mọi thứ bảo thủ và chơi khăm bằng cách dựng những vở kịch được dàn dựng, và triết lý tranh luận và kinh điển Nga. Để che giấu sự thật rằng cô đã lớn tuổi và tuyên bố mình là "con gái của cách mạng", cô bắt đầu nói rằng cô sinh vào ngày 7 tháng 7 năm 1910, năm Cách mạng Mexico bắt đầu, điều mà cô sẽ tiếp tục khẳng định trong suốt cuộc đời mình..

### 1925-1930: Tai nạn xe buýt và kết hôn với Diego Rivera

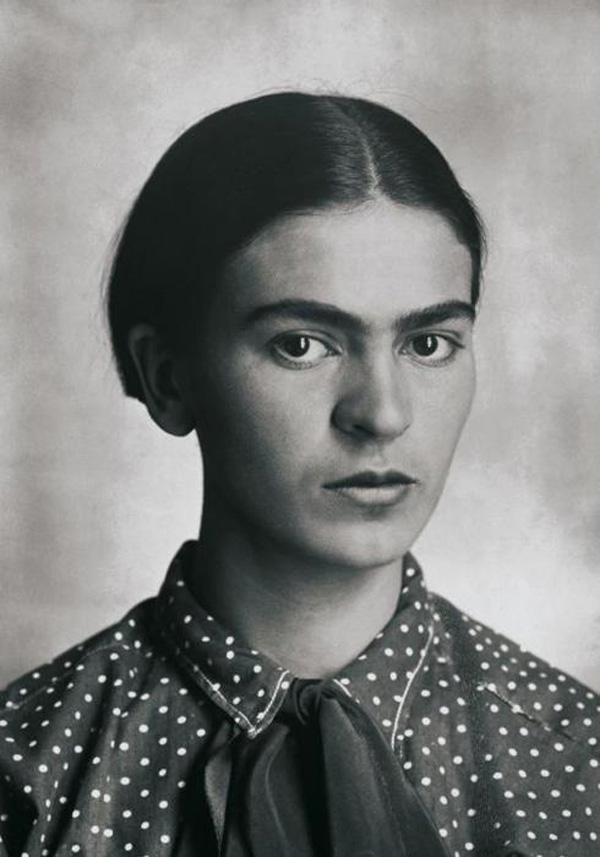
Kahlo được cha cô chụp ảnh vào năm 1926

Vào ngày 17 tháng 9 năm 1925, Kahlo và bạn trai của cô, Alejandro Gómez Arias, đang trên đường từ trường về nhà thì chiếc xe buýt gỗ mà họ đang đi đã va chạm với một chiếc xe điện. Vụ tai nạn đã làm nhiều người thiệt mạng và gãy xương sườn của Kahlo, cả chân và xương đòn. Một tay vịn sắt đâm cô qua xương chậu, làm gãy xương chậu.  Cô đã dành một tháng trong bệnh viện và hai tháng hồi phục tại nhà trước khi có thể trở lại làm việc.  Khi cô tiếp tục cảm thấy mệt mỏi và đau lưng, các bác sĩ của cô đã yêu cầu chụp X-quang, cho thấy tai nạn cũng đã di dời ba đốt sống. Khi điều trị, cô phải mặc một chiếc corset bằng thạch cao, khiến cô phải nghỉ ngơi trên giường trong suốt ba tháng.
Vụ tai nạn đã chấm dứt giấc mơ trở thành bác sĩ của Kahlo và khiến cô đau đớn và bệnh tật suốt đời; bạn của cô, Andrés Henestrosa tuyên bố rằng Kahlo "sống như chết". Nghỉ ngơi trên giường của Kahlo đã kết thúc vào cuối năm 1927, và cô bắt đầu giao lưu với những người bạn học cũ, hiện đang ở trường đại học và tham gia vào chính trị của sinh viên. Cô gia nhập Đảng Cộng sản Mexico (PCM) và được giới thiệu với một nhóm các nhà hoạt động chính trị và nghệ sĩ, bao gồm cả cộng sản Cuba lưu vong Julio Antonio Mella và nhiếp ảnh gia người Mỹ gốc Ý Tina Modotti.
Tại một trong những bữa tiệc của Modotti vào tháng 6 năm 1928, Kahlo được giới thiệu với Diego Rivera. Họ đã gặp nhau một thời gian ngắn vào năm 1922 khi ông đang vẽ một bức tranh tường tại trường của cô. Ngay sau khi được giới thiệu vào năm 1928, Kahlo đã yêu cầu ông đánh giá xem những bức tranh của mình có đủ tài năng để theo đuổi sự nghiệp làm họa sĩ hay không. Rivera nhớ lại bị ấn tượng bởi việc làm của mình, nói rằng họ đã thể hiện ", một năng lượng bất thường của biểu thức, phân định chính xác của nhân vật, và mức độ nghiêm trọng thật sự... Họ đã có một sự trung thực cơ bản, và một cá tính nghệ thuật của riêng mình.. Rõ ràng đối với tôi cô gái này là một nghệ sĩ đích thực ".

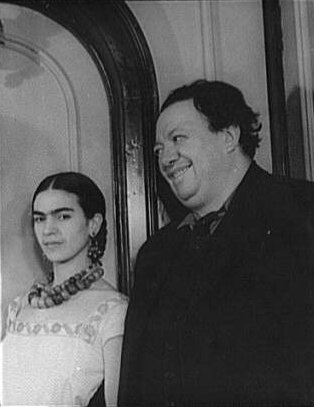
Kahlo với chồng Diego Rivera vào năm 1932

Kahlo sớm bắt đầu mối quan hệ với Rivera, người hơn cô 20 tuổi và có hai người vợ luật pháp chung. Kahlo và Rivera đã kết hôn trong một nghi lễ dân sự tại tòa thị chính Coyoacán vào ngày 21 tháng 8 năm 1929. Mẹ cô phản đối cuộc hôn nhân, và cả hai cha mẹ đều gọi đó là "cuộc hôn nhân giữa voi và chim bồ câu", đề cập đến sự khác biệt về kích thước của cặp vợ chồng; Rivera cao và thừa cân trong khi Kahlo nhỏ nhắn và mỏng manh. Bất kể, cha cô đã chấp thuận Rivera, một người giàu có và do đó có thể hỗ trợ Kahlo, người không thể làm việc và phải điều trị y tế đắt tiền. Đám cưới được báo chí Mexico và quốc tế đưa tin,  và cuộc hôn nhân sẽ phải chịu sự chú ý của truyền thông liên tục ở Mexico trong những năm sau đó với những bài báo đề cập đến cặp đôi chỉ đơn giản là "Diego và Frida".
Không lâu sau khi kết hôn, vào cuối năm 1929, Kahlo và Rivera chuyển đến Cuernavaca ở vùng nông thôn Morelos, nơi ông được giao nhiệm vụ vẽ tranh tường cho Cung điện Cortés. Cùng thời gian đó, cô từ bỏ tư cách thành viên PCM để ủng hộ Rivera, người đã bị trục xuất ngay trước khi kết hôn vì sự ủng hộ của anh đối với phong trào đối lập cánh tả trong Quốc tế thứ ba.
Trong cuộc nội chiến, Morelos đã chứng kiến một số cuộc chiến đấu căng thẳng nhất và sống trong Cuernavaca theo phong cách Tây Ban Nha đã mài giũa ý thức của Kahlo về bản sắc và lịch sử Mexico. Tương tự như nhiều phụ nữ Mexico nghệ sĩ và trí thức khác vào thời điểm đó,  Kahlo bắt đầu mặc quần áo nông dân bản địa Mexico truyền thống nhấn mạnh cô mestiza tổ tiên: dài và đầy màu sắc váy, huipils và rebozos, Mũ trang phục công phu và khối lượng của đồ trang sức. Cô đặc biệt ưa thích trang phục của phụ nữ từ xã hội được cho là theo chế độ mẫu hệ của Isthmus của Tehuantepec, người đã đại diện cho "một di sản văn hóa Mexico bản địa và chính thống" ở Mexico thời hậu cách mạng. Bộ trang phục của người Tehuana cho phép Kahlo thể hiện lý tưởng nữ quyền và chống thực dân.

### 1931-1933: Du lịch tại Hoa Kỳ

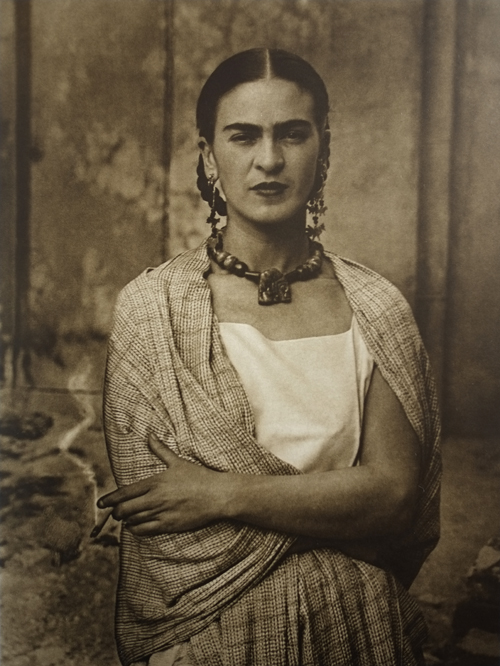
Frida chụp ảnh vào năm 1932 bởi cha cô, Guillermo

Sau khi Rivera hoàn thành hợp đồng vẽ tại Cuernavaca vào cuối năm 1930, anh và Kahlo chuyển đến San Francisco, nơi anh vẽ tranh tường cho Câu lạc bộ Tiệc trưa của Sở giao dịch chứng khoán San Francisco và Trường Mỹ thuật California. Cặp đôi đã "bị đánh bại, bị sư tử hóa, [và] hư hỏng" bởi những nhà sưu tập và khách hàng có ảnh hưởng trong thời gian ở lại thành phố. Mối tình kéo dài của cô với Muray rất có thể bắt đầu vào khoảng thời gian này.

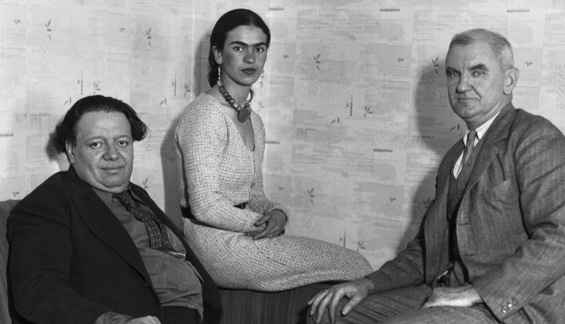
Rivera, Kahlo và Anson Goodyear

Kahlo và Rivera trở lại Mexico vào mùa hè năm 1931, vào mùa thu, đi đến thành phố New York để khai mạc hồi tưởng của Rivera tại Bảo tàng Nghệ thuật Hiện đại (MoMA). Vào tháng 4 năm 1932, họ đến Detroit, nơi Rivera được giao nhiệm vụ vẽ tranh tường cho Viện Nghệ thuật Detroit. Đến lúc này, Kahlo trở nên táo bạo hơn trong các tương tác với báo chí, gây ấn tượng với các nhà báo bằng sự thông thạo tiếng Anh và nói khi cô đến thành phố rằng cô là nghệ sĩ lớn hơn trong cặp đôi vợ chồng mình.
Năm ở Detroit là một thời gian khó khăn với Kahlo. Mặc dù cô rất thích đến thăm San Francisco và thành phố New York, cô không thích các khía cạnh của xã hội Mỹ, nơi cô coi là thực dân, cũng như hầu hết người Mỹ, những người mà cô thấy "nhàm chán". Cô không thích phải giao tiếp với các nhà tư bản như Henry và Edsel Ford, và tức giận vì nhiều khách sạn ở Detroit từ chối nhận khách người Do Thái. Trong một lá thư gửi cho một người bạn, cô viết rằng "mặc dù tôi rất quan tâm đến tất cả sự phát triển công nghiệp và cơ khí của Hoa Kỳ", cô cảm thấy "một chút giận dữ chống lại tất cả những người giàu có ở đây, vì tôi có nhìn thấy hàng ngàn người trong cảnh khốn khổ khủng khiếp nhất mà không có gì để ăn và không có nơi để ngủ, đó là điều khiến tôi ấn tượng nhất ở đây, thật kinh hoàng khi thấy những người giàu có những bữa tiệc ngày đêm khiến hàng ngàn người chết hàng ngàn đói."  Thời gian của Kahlo ở Detroit cũng phức tạp khi mang thai. Bác sĩ của cô đã đồng ý thực hiện phá thai, nhưng thuốc được sử dụng là không hiệu quả. Kahlo rất mơ hồ về việc có một đứa con và đã trải qua một vụ phá thai trước đó trong cuộc hôn nhân của cô với Rivera. Sau khi phá thai thất bại, cô miễn cưỡng đồng ý tiếp tục mang thai, nhưng bị sảy thai vào tháng 7, gây ra xuất huyết nghiêm trọng khiến cô phải nhập viện trong hai tuần. Chưa đầy ba tháng sau, mẹ cô qua đời vì biến chứng phẫu thuật ở Mexico.
Kahlo và Rivera trở lại New York vào tháng 3 năm 1933, khi anh được giao nhiệm vụ vẽ một bức tranh tường cho Trung tâm Rockefeller. Trong thời gian này, cô chỉ làm việc trên một bức tranh, My Dress Hangs there (1934). Cô cũng trả lời phỏng vấn thêm cho báo chí Mỹ. Vào tháng 5, Rivera bị sa thải khỏi dự án Trung tâm Rockefeller và thay vào đó được thuê để vẽ một bức tranh tường cho Trường Công nhân Mới.  Mặc dù Rivera muốn tiếp tục ở lại Hoa Kỳ, Kahlo đã nhớ nhà và họ trở về Mexico ngay sau khi bức tranh tường được khai trương vào tháng 12 năm 1933.

### 1934 -1949: La Casa Azul và sức khỏe yếu dần

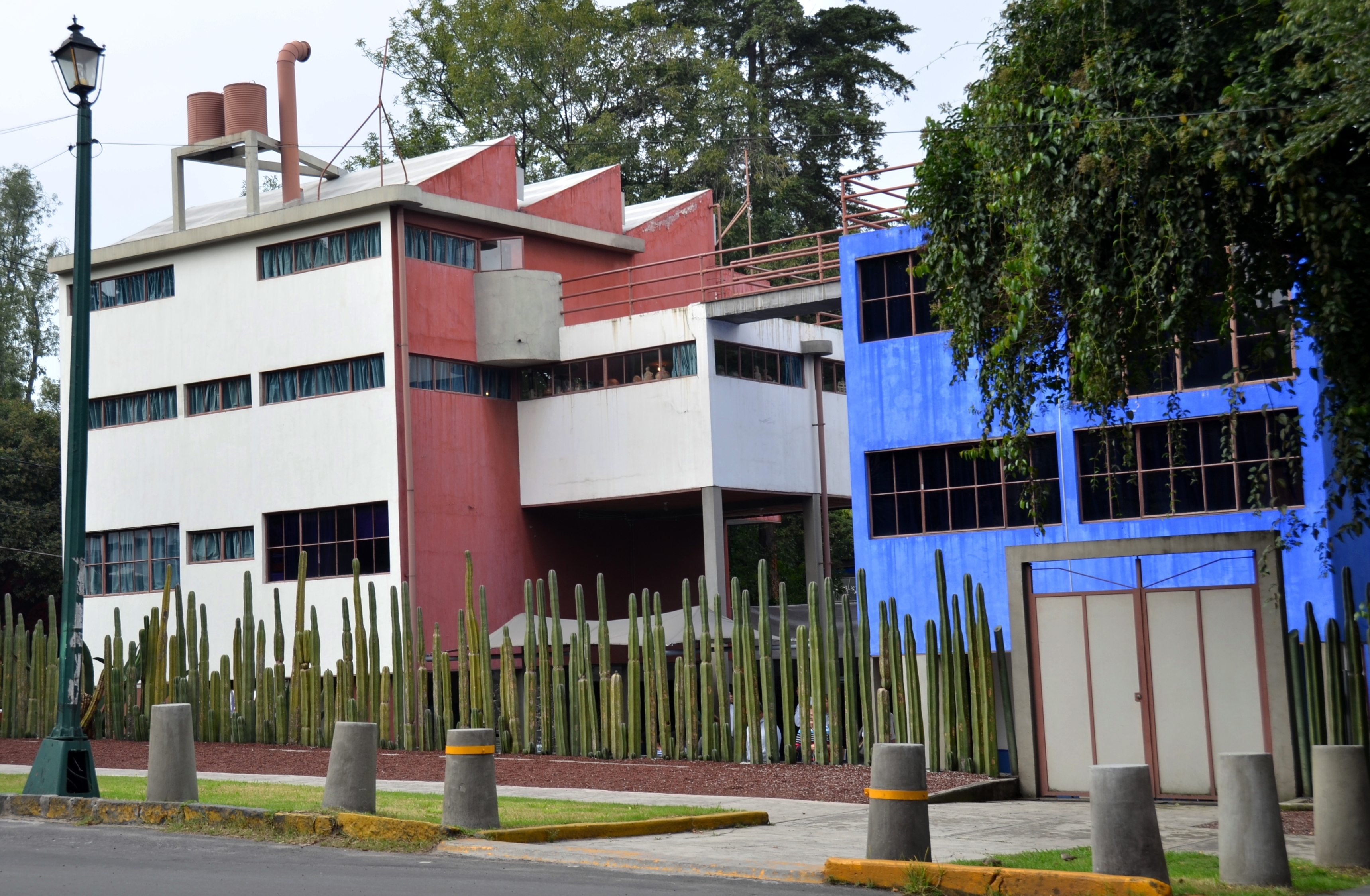
Nhà của Kahlo và Rivera ở San Ángel; họ sống ở đó từ năm 1934 đến khi ly hôn năm 1939, sau đó nó trở thành xưởng vẽ của ông

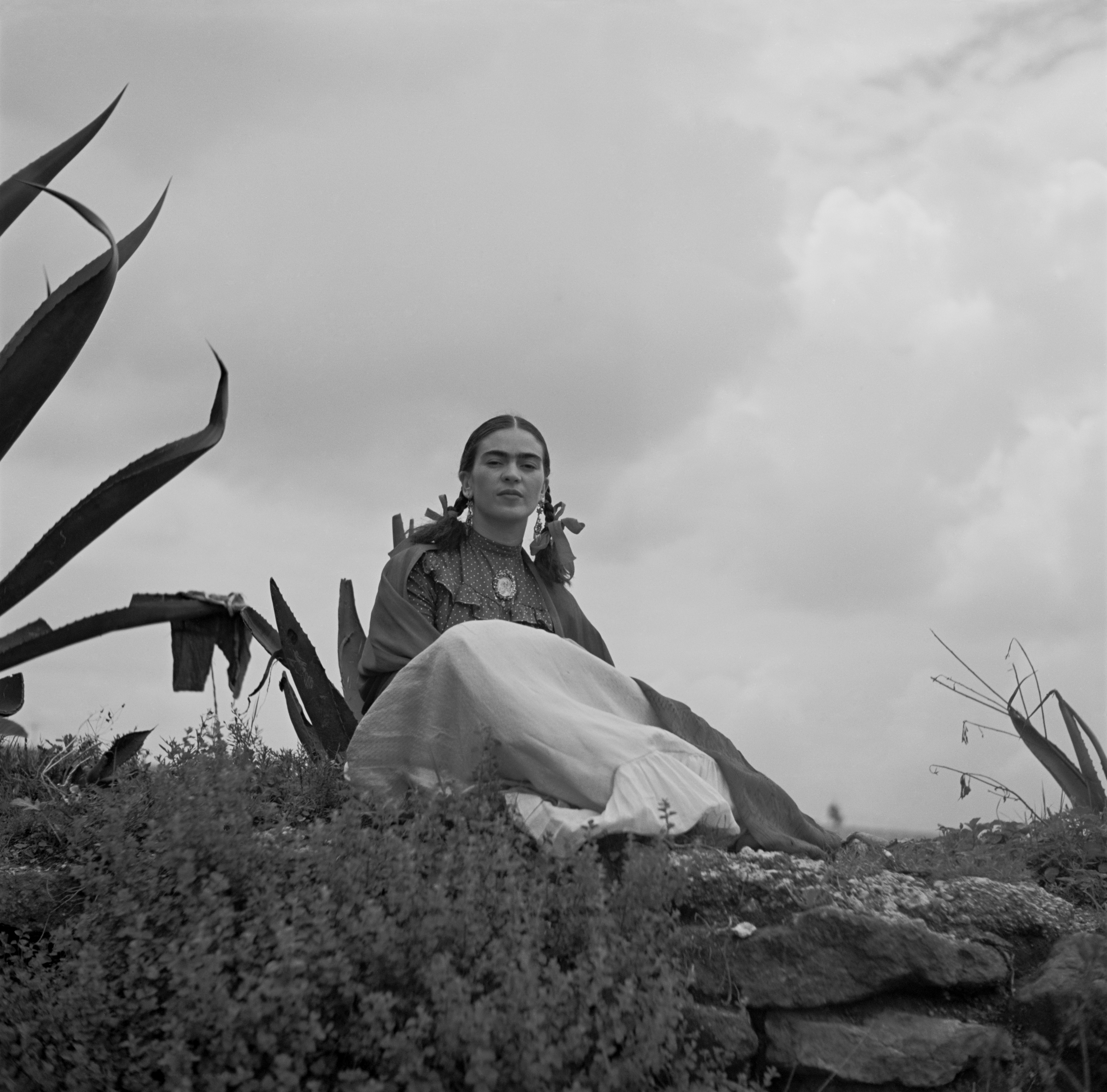
Bức ảnh năm 1937 của Toni Frissell, từ một buổi chụp hình thời trang cho tạp chí Vogue

Trở lại Mexico City, Kahlo và Rivera chuyển đến một ngôi nhà mới trong khu phố giàu có ở San Ángel. ủy nhiệm từ học sinh của Le Corbusier, Juan O'Gorman, nó bao gồm hai phần được nối với nhau bằng một cây cầu; Kahlo's được sơn màu xanh lam và màu hồng và trắng của Rivera. Khu nhà ở phóng túng trở thành nơi gặp gỡ quan trọng của các nghệ sĩ và nhà hoạt động chính trị từ Mexico và nước ngoài.
Cô lại gặp vấn đề về sức khỏe.   - trải qua một cuộc bỏ ruột thừa, phá thai hai lần, và cắt cụt hoại tử ngón chân    - và cuộc hôn nhân của cô với Rivera đã trở nên căng thẳng. Anh không vui khi trở lại Mexico và đổ lỗi cho Kahlo vì sự trở lại của họ. anh không chung thủy với cô, giờ đây anh bắt đầu ngoại tình với em gái Cristina của cô, điều này làm tổn thương sâu sắc đến tình cảm của Kahlo. Sau khi phát hiện ra nó vào đầu năm 1935, cô chuyển đến một căn hộ ở trung tâm Mexico City và xem xét việc ly dị anh. Cô cũng có một mối tình của riêng mình với nghệ sĩ người Mỹ Isamu Noguchi.
Kahlo đã hòa giải với Rivera và Cristina sau đó vào năm 1935 và quay trở lại San Ángel. Cô trở thành một người dì yêu thương những đứa con của Cristina, Isolda và Antonio. Mặc dù đã hòa giải, cả Rivera và Kahlo vẫn tiếp tục ngoại tình. Cô cũng tiếp tục hoạt động chính trị của mình vào năm 1936, gia nhập Quốc tế thứ tư và trở thành một thành viên sáng lập của một ủy ban đoàn kết để cung cấp viện trợ cho các đảng Cộng hòa trong Nội chiến Tây Ban Nha. Cô và Rivera đã kiến nghị thành công chính phủ Mexico cấp tị nạn cho cựu lãnh đạo Liên Xô Leon Trotsky và đề nghị La Casa Azul cho anh ta và vợ Natalia Sedova làm nơi cư trú. Cặp đôi sống ở đó từ tháng 1 năm 1937 đến tháng 4 năm 1939, với Kahlo và Trotsky không chỉ trở thành bạn tốt mà còn có một cuộc tình ngắn ngủi.